# Los últimos golpes de «El Torete»
Perros callejeros III: Los últimos golpes de «El Torete» (1980) es una película dirigida por José Antonio de la Loma y protagonizada por El Torete. Forma parte del género cinematográfico conocido como cine quinqui y es la tercera parte de la trílogía Perros callejeros.
Esta película está basada en alguna de las aventuras de Angel Fernández Franco (Interpretado por el mismo) Y de Juan José Moreno cuenca alias el Vaquilla (interpretado por Bernard Seray). Es una mezcla de la realidad y la ficción ya que cuenta algunas que hicieron juntos y otras que son parte de la imaginación del director para hacer una historia finalmente acaba la historia con la detención de estos dos y la saga sigue con “Yo, El Vaquilla” Que explica la vida de Juan José moreno cuenca “El vaquilla” y como se hace delincuente.

## Sinopsis
El Torete y El Vaquilla (Bernard Seray) son dos delincuentes juveniles con numerosos antecedentes penales que coinciden en el robo del mismo banco, decidiéndose ser compañeros a partir de entonces. 

## Doblaje
La película no fue exhibida con las voces originales de los intérpretes, que fueron doblados por actores profesionales como Joan Pera (el Vaquilla).